# Fumi Yoshinaga
Fumi Yoshinaga (jap. よ し な が ふ み Yoshinaga Fumi, ur. 1971) – japońska mangaka, znana z tworzenia prac shōjo i shōnen-ai. Za Ōoku w 2005 została nagrodzona Sense of Gender Awards.

## Życiorys
Fumi Yoshinaga urodziła się w Tokio, w Japonii w 1971 roku. Uczęszczała na prestiżowy Uniwersytet Keiō, gdzie studiowała kierunek związany z prawem.
W wywiadzie powiedziała: Chcę pokazać ludziom, którzy nie wygrali, których marzenia się nie ziściły, że nie jest możliwe, aby wszyscy otrzymali pierwszą nagrodę. Chcę, aby czytelnicy zrozumieli, że ludzie zrozumieli szczęście przychodzące przez ciężką pracę, przechodzenia przez cały ten proces i frustrację.
Niewiele wiadomo o jej życiu osobistym. Wspomina, że jej ulubione opery to te z Mozarta, które wymieniła w swojej mandze Solfege.

## Kariera
Zadebiutowała w 1994 roku serią Tsuki to Sandal, która ukazywała się w magazynie Hanaoto. Wiele z jej prac posiada międzynarodowe licencje. Została także wybrana i przedstawiona jako Twenty Major Manga artist Who Contributed to the World of Shōjo Manga (World War II to Present) w trakcie Shōjo Manga: Girl Power! na California State University w Chico.
Regularnie publikuje tzw. dōjinshi, zwykle dla Antique Bakery. Stworzyła parodie związane z koszykarskim wsadem, Różą Wersalu oraz powieściami Legend of the Galactic Heroes.

## Publikacje
- Hontou ni, yasashii (本当に、やさしい。)
- Solfege (ソルフェージュ)
- Kodomo no Taion (こどもの体温)
- Ai Towa Yoru ni Kitzuku Mono (愛とは夜に気付くもの)
- Kare wa Hanazono de Yume wo Miru (彼は花園で夢を見る)
- Ai Subeki Musumetachi (愛すべき娘たち)
- Sore wo Ittara Oshimai yo (それを言ったらおしまいよ)
- Ai ga Nakutemo Kutte Yukemasu (愛がなくても喰ってゆけます。)
- Shitsuji no Bunzai (執事の分際 )

### Serie
- Tsuki to Sandaru (月とサンダル)
- Ichigenme wa Yaruki no Minpō (1限めはやる気の民法)
- Gerard to Jacques (ジェラールとジャック)
- Seiyō Kotto Yōgashiten (西洋骨董洋菓子店)
- Furawā obu Raifu (フラワー・オブ・ライフ)
- Ōoku: The Inner Chambers (大奥 )
- What Did You Eat Yesterday? (きのう何食べた?)

### Ilustracje

#### Nowelki Shōnen-ai
- Garasu Zaiku no Tenshi (硝子細工の天使)
- Kono Ame ga Yuki ni Kawaru Made (この雨が雪にかわるまで)
- Baby Love (ベイビィラヴ)
- Position (ポジション)
- Innocent Sky (イノセント・スカイ)
- Saginuma Yakkyoku de... (サギヌマ薬局で…)
- Second Messenger (セカンドメッセンジャー)
- Hanayakana Meikyū (華やかな迷宮)
- Itsutsu no Oto (五つの音)
- Kamakura saryou koimonogatari (鎌倉茶寮恋物語)
- Usotsuki no Koi (嘘ツキの恋)
- Muzai Sekai (無罪世界)

#### Różne
- Manga wa Ima Dounatte Oru no ka (マンガは今どうなっておるのか) –
- Kore ga Watashitachi no DVD Best Selection 70 (これがワタシたちのDVDベストセレクション70)
- Motto! Kore ga Watashitachi no DVD Best Selection 70 (もっと!これがワタシたちのDVDベストセレクション70)
- Unmeironsha Jyakku to Sono Aruji (運命論者ジャックとその主人)
- Ano hito to Koko Dake no Oshaberi (あのひととここだけのおしゃべり)